# Теракт в Тулузе
Теракт в Тулузе — террористический акт, совершённый утром 19 марта 2012 года в еврейской школе «Сокровища Торы» («Оцар ха-Тора») в Тулузе (Франция). Преступник подъехал на мотороллере к школе и открыл огонь из автоматического оружия по школьному двору, после чего преследовал учителей, учеников и их родителей во дворе и в школьном здании. Затем он скрылся на том же мотороллере.
В результате теракта были убиты 4 человека (учитель и трое детей в возрасте от 3 до 8 лет), 17-летний подросток тяжело ранен.
Убийца, Мохаммед Мера, предположительно связанный с Аль-Каидой был убит выстрелом снайпера 22 марта 2012 года при попытке бегства в ходе его захвата французской полицией.

## Теракт
Около 8 утра 19 марта 2012 года террорист подъехал на мотороллере к школе и открыл огонь из автоматического оружия по школьному двору, после чего преследовал учителей, учеников и их родителей во дворе и в школьном здании. Затем он скрылся на том же мотороллере.
По данным Newsru.co.il, в школе «Оцар ха-Тора» есть преподаватели и ученики из Израиля и России.
В еврейских школах по всей Франции была усилена охрана. На Юге Франции впервые в её истории объявлен максимальный уровень угрозы терроризма.

## Жертвы
В результате теракта были убиты 30-летний раввин Йонатан Сандлер, преподававший в лицее иудаизм, его сыновья Габриэль (4 года) и Арье (5 лет).
Мириам Монтсонего (7 лет), дочь директора школы, была убита выстрелом в голову, после чего убийца сделал ещё один, контрольный, выстрел.
Ещё один 17-летний подросток, получивший тяжелые ранения, был доставлен в больницу и прооперирован.
Тела погибших были доставлены в Израиль рейсом компании Эль-Аль, и 21 марта они были похоронены на кладбище Гиват Шауль в Иерусалиме. В траурной церемонии приняли участие «Председатель Кнессета Реувен Ривлин, министр иностранных дел Франции Ален Жюппе, министр МВД Эли Ишай и министр информации Юлий Эдельштейн, главный раввин Израиля Амар и тысячи израильских граждан».

## Расследование
С 19 по 22 марта полиция провела одну из крупнейших облав в современной истории Франции, установив блокпосты в Тулузе и усилив охрану еврейских и исламских школ по всей Франции. Из-за этнической принадлежности жертв (оказавшихся еврейского, североафриканского или афро-карибского происхождения), полиция первоначально подозревала в причастности неонацистов. Поскольку ранее Мера мало привлекал внимание полиции или служб безопасности, он изначально не был идентифицирован как подозреваемый, хотя совершил уже не первое убийство. Мера очистил брошенные им магазин и гильзы, чтобы предотвратить идентификацию по отпечаткам пальцев или ДНК.
Поиски фиктивного покупателя мотоцикла сержанта Ибн Зиатена привели к компьютеру Мера, поскольку перекрестные проверки показали, что у женщины из Тулузы, владевшей его IP-адресом, было два сына, включенных в правительственный список наблюдения за антитеррористической деятельностью. Мера попросил механика по мотоциклам в Тулузе снять с его мотоцикла противоугонное устройство с GPS-трекером и сказал механику, что только что перекрасил мотоцикл в белый цвет. Механик сообщил о действиях Мера полиции, опознавшей мотоцикл как тот, который использовался в нападениях.

## Штурм 22 марта
За час до того, как полиция окружила его квартиру, Мера позвонил на французский телеканал France 24. Эбба Калондо, редактор, который разговаривал с ним, сообщил, что Мера заявил, что его «действия были не только необходимы, но и поддержали честь ислама». По словам Калондо, «он сказал, что был связан с Аль-Каидой, и что то, что он сделал, было только началом. Он сказал, что был против французского закона о запрете сокрытия лица и боролся против участия Франции в операциях НАТО в Афганистане».
В 03:00 по местному времени (02:00 UTC) французская полиция попыталась арестовать Мера в его квартире на улице Сержан Винье в районе Кот-Паве в Тулузе. Мера открыл огонь по полиции через дверь, ранив при этом троих полицейских.
Элитное подразделение полиции по борьбе с терроризмом RAID вскоре окружило пятиэтажный дом, где находился преступник. Позже выяснилось, что Мера был вооружен АК-47, пистолетами-пулемётами Узи и STEN, помповым ружём 12-го калибра «Винчестер 1200», тремя пистолетами M1911, 9-миллиметровым «Глоком» и револьвером Colt Python. В арендованном Renault Mégane, припаркованном возле жилого дома, полиция обнаружила дополнительное оружие. Власти эвакуировали пятиэтажный дом и близлежащие здания, а также направили мощные прожекторы на здание Меры, пытаясь ослепить его и помешать ему наблюдать за действиями полиции. В многоквартирном доме отключили электричество и газ, а также выключили уличное освещение в микрорайоне.
По договорённости с полицией, Мера обменял пистолет M1911 на рацию и сообщил полиции, где находится сумка с камерой, использовавшейся для съёмки его нападений. Полиция также арестовала одного из его братьев; другой сдался сам. В машине брата Мера были обнаружены оружие и взрывчатка. К зданию привезли мать террориста для помощи в переговорах, но она отказалась участвовать, сославшись на недостаток влияния на сына.
Мера сообщил полиции, что намерен сдаться в 22:45. В оговоренное время с ним была установлена связь, но Мера заявил, что не сдастся без боя и при необходимости убьёт полицейских. Поздним вечером 21 марта в многоквартирном доме раздались взрывы, целью которых было запугать Мера и заставить его сдаться. Полицейские взорвали ставни на окнах гранатой, после чего прозвучали два выстрела. После этого Мера сохранял тишину до 11:00 следующего дня. Полиция продолжала совершать взрывы через регулярные промежутки времени, пытаясь его утомить и не зная наверняка, жив ли он, поскольку он не отреагировал на серию взрывов, произведённых ночью и утром четверга.
22 марта в 10:30 полиция решилась произвести арест Мера. Они забросали квартиру гранатами, но реакции не последовало. Группа из 15 специально обученных специалистов по борьбе с терроризмом решила проникнуть в квартиру сначала через дверь, а затем через окна, ставни которых ночью были сняты. Команда задействовала технические устройства и видеооборудование для осмотра различных помещений. Никакого присутствия не было обнаружено, пока устройство не дошло до ванной. В этот момент появился Мера и открыл огонь по полицейским длинными и частыми очередями. Полицейские открыли ответный огонь, а снайперы из здания напротив попытались его нейтрализовать. Мера выпрыгнул из окна с оружием в руках и продолжил вести огонь. Он был ранен в голову полицейским снайпером и найден мертвым на земле.

## Реакция
Теракт осудили президент Франции Николя Саркози и руководители ведущих партий Франции, генеральный секретарь ООН Пан Ги Мун, руководство США, Израиля и других стран.
При этом дипломатический скандал вызвало заявление комиссара Евросоюза по иностранным делам Кэтрин Эштон, сделанное 19 марта на встрече с представителями молодежи ПНА в Брюсселе: «Этот отвратительный теракт напоминает мне действия Брейвика в Норвегии, действия Башара Асада по подавлению беспорядков в Сирии и действия Израиля в секторе Газа. И в том, и в другом, и в третьем случае гибли дети». Заявление Эштон резко осудили премьер-министр Израиля Биньямин Нетаниягу, лидер оппозиции Ципи Ливни и другие политики. Министр иностранных дел Израиля Авигдор Либерман назвал слова Эштон «недостойными» и «порекомендовал госпоже Эштон обратить внимание на израильских детей, семьи которых живут на юге страны в условиях постоянных ракетных обстрелов из сектора Газа». Напротив, представитель ХАМАС, в специальном сообщении для прессы, похвалил Эштон за «объективный и непредвзятый подход к проблеме террора». На следующий день Эштон заявила, что её слова «были искажены одним из информационных агентств» и что она «не сравнивала эту трагедию с гибелью палестинских детей в секторе Газа, а лишь напомнила о разных событиях, в ходе которых гибли дети».

## Марш памяти
Международная лига против расизма и антисемитизма совместно с другими правозащитными организациями провели в Париже молчаливый марш памяти жертв теракта.